# Sibiriens evangelisk-lutherska kyrka
Sibiriens evangelisk-lutherska kyrka (ryska: Сибирская Евангелическо-Лютеранская Церковь) är ett lutherskt kristet trossamfund baserat i Sibirien i Ryssland. Kyrkan bildades 2003 som ett resultat av biskop Vsevolod Lytkins arbete i Novosibirsk, i samarbete med Estniska evangelisk-lutherska kyrkan. Samfundet är också medlem i International Lutheran Council.

## Bilder

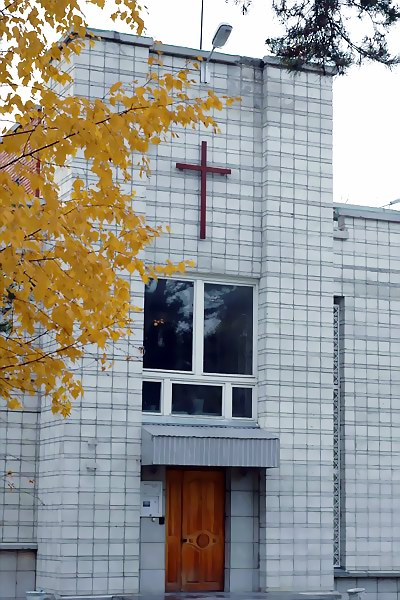

## Källa
1. ↑   International Lutheran Council. Läst 4.11.2015.
2. ↑   International Lutheran Council. Läst 4.11.2015.